# 불새 (1987년 드라마)
《불새》는 1987년 2월 2일부터 1987년 2월 24일까지 방영된 문화방송 월화드라마로, 신문학 초기부터 현대에 이르기까지 화제를 불러일으켰던 장편소설을 대상으로 제작 · 방영하기로 한 ‘미니시리즈 한국소설 화제작’의 첫 번째 작품이다.

## 줄거리
현대가 만든 신분의 늪에서 벗어나 부(富)만을 향해 치닫는 주인공이 사랑을 깨달으면서 인간의 진실을 선택하게 된다는 드라마이다.

## 등장 인물
- 유인촌 : 영후 역
- 이미숙 : 현주 역
- 현석 : 민섭 역
- 윤석화 : 미란 역
- 전운
- 나문희
- 한인수
- 박영지
- 김영옥
- 박종관
- 윤철형
- 이수나
- 문회원
- 채유미

## 참고 사항
- 방송심의위원회로부터 경고처분을 받아 1987년 2월 9일 방영에 앞서 경고 내용을 대사와 자막으로 내보냈다. 경고 사유는 무분별한 애정관계를 과다 설정했고, 상습도박, 절도, 음주운전, 과실치사 후 뺑소니 및 위장자수 등의 범죄행위를 무비판적으로 묘사했으며 지나치게 문제점이 많은 가정을 설정했다는 것이다.[3]